# Landestreuhandbank Rheinland-Pfalz

Logo

Die Landestreuhandbank Rheinland-Pfalz (LTH) mit Sitz in Mainz war eine Förderbank des Landes Rheinland-Pfalz, zum 1. Januar 2012 ist sie mit der Investitions- und Strukturbank Rheinland-Pfalz, welche ursprünglich eine GmbH war, zu einer Anstalt des öffentlichen Rechts, fusioniert.

## Geschichte
Die LTH wurde 1949 als Treuhandfonds für Grundpfandrechte gegründet und 1960 in die neu geschaffene LRP Landesbank Rheinland-Pfalz eingegliedert, die am 1. Juli 2008 mit der Landesbank Baden-Württemberg verschmolzen wurde. Bis Ende 2008 war die LTH im Geschäftsbereich der Rheinland-Pfalz Bank, eine unselbständige Anstalt der Landesbank Baden-Württemberg, rechtlich unselbständig, aber wirtschaftlich und organisatorisch eigenständig. Zum 1. Januar 2009 wurde die LTH Landestreuhandstelle Rheinland-Pfalz in eine Anstalt des öffentlichen Rechts überführt und in Landestreuhandbank Rheinland-Pfalz umbenannt.
Sie war mit der Aufgabe betraut, die Förderprogramme auf dem Gebiet des Wohnungs- und Städtebaus umzusetzen.
Kennzahlen per 31. Dezember 2009
| Bilanzsumme:                       | 1,9 Mrd. Euro  |
| Fördervolumen (Haushaltsmittel):   | 95,0 Mio. Euro |
| geförderte Wohneinheiten 2009:     | 5.223          |
| Bestand geförderter Wohneinheiten: | 109.500        |
| Städtebauförderung:                | 82,4 Mio. Euro |
| Energie- und Klimaschutz:          | 18,6 Mio. Euro |
| Anzahl Mitarbeiter:                | 96             |

## Aufgaben
Die LTH vergab mit den ihr vom Land treuhänderisch übertragenen Fördermitteln insbesondere Darlehen und Zuschüsse für
- den Bau oder Kauf von Wohneigentum zur Eigennutzung

Das Land unterstützt den Bau und Erwerb von Eigenheimen beziehungsweise Eigentumswohnungen mit zinsverbilligten Kapitalmarktdarlehen. Die Höhe der Darlehen hängt von der Haushaltsgröße und dem Haushaltseinkommen des Bauherren ab. Antragsberechtigt sind Bauherren und Käufer, die die nach Haushaltsgröße gestaffelten Einkommensgrenzen nicht überschreiten.
- den Bau von Mietwohnungen

Das Land fördert den Neubau von Mietwohnungen. Die Programmangebote für die Bauherren unterscheiden sich insbesondere nach dem Einkommen der Mieter, für die die Wohnungen gebaut werden. Aus dieser Grundentscheidung ermittelt sich die Förderhöhe.
- die Modernisierung von Wohneigentum und Mietwohnungen

Das Förderprogramm umfasst Investitionszuschüsse und zinsverbilligte Kapitalmarktdarlehen an Bauherren. Das Land fördert im Rahmen des Modernisierungsprogramms unter anderem die nachhaltige Erhöhung des Gebrauchswerts, energiesparende Maßnahmen, Maßnahmen zur Nutzung alternativer und regenerativer Energien und Maßnahmen für barrierefreies Wohnen. Eine selbst genutzte Wohnung wird gefördert, wenn das Einkommen des Antragstellers und seiner Haushaltsangehörigen ein gewisses Einkommen nicht überschreitet. Eine geförderte Mietwohnung darf nach Abschluss der Arbeiten eine bestimmte Mietobergrenze nicht übersteigen.